# Eine neue Liebe ist wie ein neues Leben
Eine neue Liebe ist wie ein neues Leben ist ein Schlager des deutschen Sängers Jürgen Marcus aus dem Jahr 1972.

## Entstehung und Veröffentlichung
Der Liedtext zu Eine neue Liebe ist wie ein neues Leben wurde von Fred Jay verfasst; die Musik von Jack White komponiert. Er handelt von der Kraft, die eine neue Liebesbeziehung verleiht. Die Erstveröffentlichung des Liedes erfolgte im Mai 1972 als 7″-Single mit der B-Seite Wein’ ihm keine Träne nach bei Telefunken. Noch im gleichen Jahr erschien eine englischsprachige Version mit dem Titel Love Is All That’s Needed. Diese erschien im Oktober 1972 als B-Seite von In Search of You, einer englischsprachigen Version von Nur Liebe zählt. Im Folgejahr erschien Eine neue Liebe ist wie ein neues Leben als Teil von Marcus’ Debütalbum Ein Festival der Liebe.
In der ZDF-Hitparade debütierte das Lied am 8. Juli 1972 als Neuvorstellung (siehe auch: ZDF-Hitparade/Episodenliste#1972). Marcus erreichte mit dem Lied dann zweimal in Folge Platz eins in der ZDF-Hitparade, am 5. August und 2. September 1972. In der Sondersendung Super-Hitparade – Schlager, die man nicht vergißt 1982 am 18. November 1982 wurde der Song erneut aufgeführt.

## Charts und Chartplatzierungen
Eine neue Liebe ist wie ein neues Leben stieg am 24. Juli 1972 auf Rang 37 der deutschen Singlecharts ein und erreichte eineinhalb Monate später seine Bestplatzierung mit dem zweiten Rang am 4. September 1972. Die Single musste sich dabei nur Hello-a von Mouth & MacNeal geschlagen geben. Insgesamt konnte sich das Lied 27 Wochen in den Charts platzieren, 15 Wochen davon in den Top 10. Zum letzten Mal platzierte es sich in der Chartwoche vom 22. Januar 1973. Obwohl es nicht die Chartspitze erreichte, war es für einen Zeitraum vom einer Woche das erfolgreichste deutschsprachige Lied in den Charts. Darüber hinaus erreichte die Single Rang sieben in den Niederlanden. 1972 belegte Eine neue Liebe ist wie ein neues Leben Rang zehn der deutschen Single-Jahrescharts.
Für Jürgen Marcus avancierte das Lied nach Nur Du (El cóndor pasa) und Nur Liebe zählt zum dritten Charthit in Deutschland. Zum ersten Mal platzierte er sich in den Top 10. Keine Single von ihm konnte sich besser oder länger in den deutschen Singlecharts platzieren.
| ChartsChartplatzierungen | Höchstplatzierung | Wochen |
| ------------------------ | ----------------- | ------ |
| Deutschland (GfK)        | 2 (27 Wo.)        | 27     |

| ChartsJahrescharts (1972) | Platzierung |
| ------------------------- | ----------- |
| Deutschland (GfK)         | 10          |

## Coverversionen (Auswahl)
Der Song wurde oft gecovert. Coverversionen stammen von:
- Ross Antony
- Dieter Thomas Kuhn & Esther Schweins
- Tony Christie (Dancing in the Sunshine)
- Tim Toupet (Eine neue Leber ist wie ein neues Leben)
- Peter Albert
- Engelbert (Lady Lolita)
- Tommy Fischer
- Dick Ridder (Een nieuwe liefde, een ander leven)
- Hot Banditoz (Sol y mar y playa)
- Die jungen Tenöre
- Marc Pircher
- Stereoact
- Jacqueline (Eine neue Liebe)
- De Romeo’s (Lang leve het leven)
- Nockalm Quintett
- Captain Cook und seine singenden Saxophone
- David Vandyck (Een nieuwe liefde)